# Горфинкель, Борис Исаакович
Борис Исаакович Горфинкель (18 марта 1927, Днепропетровск — 3 сентября 2014, Саратов) — советский и российский учёный, один из родоначальников направлений вакуумной электроники и индикаторной техники, профессор, доктор технических наук.

## Биография
Родился в Днепропетровске. Во время войны эвакуирован в Алма-Ату. Окончил Московский энергетический институт (1948), специальность — радиотехническая электроника.
В 1948—1952 на инженерной работе в атомной промышленности на одном из оборонных предприятий на Урале. В 1953—1961 ведущий инженер, начальник лаборатории, и. о. главного инженера ОКБ при Саратовском заводе приёмно-усилительных ламп (СЗ ПУЛ).
В 1962—1989 начальник ОКБ при СЗ ПУЛ.
Кандидат технических наук (1967), доктор технических наук (1989), профессор (1993).
После преобразования ОКБ в «НИИ знакосинтезирующей электроники» — НИИ «Волга» с 1989 по 1991 г. — первый заместитель директора НИИ «Волга». С 1992 по 1997 г. — директор НИИ «Волга». С 1998 г. — первый заместитель директора НИИ «Волга».
Основатель научно-технического направления — вакуумной низковольтной катодолюминесценции. Автор научных работ по основам вакуумной микроэлектроники.
Автор 120 научных трудов, 39 патентов и 14 авторских свидетельств на изобретения.

## Награды
- Лауреат Государственной премии (1983).
- Награждён двумя орденами Трудового Красного Знамени, двумя орденами «Знак Почёта», четырьмя медалями ВДНХ, нагрудными знаками «Почётный радист СССР» (1978), «Почетный работник электронной промышленности» (1997), «Заслуженный машиностроитель РСФСР» (1987). Заслуженный деятель науки Российской Федерации (2003).